# Laignelet
Laignelet (en bretó Kernoanig) és un municipi francès, situat a la regió de Bretanya, al departament d'Ille i Vilaine. L'any 2008 tenia 947 habitants.

## Demografia
| 1962                                       | 1968 | 1975 | 1982 | 1990 | 1999 |
| ------------------------------------------ | ---- | ---- | ---- | ---- | ---- |
| 440                                        | 479  | 601  | 641  | 727  | 789  |
| Des de 1962: població sense dobles comptes |      |      |      |      |      |

## Administració
| Període | Identitat      | Partit |
| ------- | -------------- | ------ |
| 2007-   | André Philipot |        |